# Faverdale
Faverdale – dzielnica w Darlington, w Anglii, w hrabstwie ceremonialnym Durham, w dystrykcie (unitary authority) Darlington. Leży 26 km na południe od miasta Durham i 351 km na północ od Londynu. W 2011 miejscowość liczyła 2985 mieszkańców.